# I Can Stand a Little Rain
I Can Stand a Little Rain è un album di Joe Cocker registrato nel 1974, pubblicato e distribuito nello stesso anno dall'etichetta discografica A&M Records.
Il brano You Are So Beautiful è arrivato alla quinta posizione nella Billboard Hot 100 ed è entrato nella Grammy Hall of Fame Award 2016.

## Tracce
1. Put Out the Light (Daniel Moore) - 4:11
2. I Can Stand a Little Rain (Jim Price) - 3:33
3. I Get Mad (Joe Cocker, Jim Price) - 3:38
4. Sing Me a Song (Henry McCullough) - 2:25
5. The Moon Is a Harsh Mistress (Jimmy Webb) - 3:31
6. Don't Forget Me (Harry Nilsson) - 3:19
7. You Are So Beautiful (Billy Preston, Bruce Fisher - Dennis Wilson è da alcuni considerato co-autore ma non appare nei credits) - 2:41
8. It's a Sin (When You Love Somebody) (Jimmy Webb) - 3:49
9. Performance (Allen Toussaint) - 4:39
10. Guilty (Randy Newman) - 2:46

## Formazione
- Joe Cocker - voce
- Ray Parker Jr. - chitarra
- David Paich - pianoforte
- Chuck Rainey - basso
- Bernard Purdie - batteria
- Randy Newman - pianoforte
- Chris Stewart - basso
- Jim Price - organo Hammond, trombone, pianoforte
- Jay Graydon - chitarra
- Greg Mathieson - pianoforte
- Ollie E. Brown - batteria
- Ralph Hammer - chitarra
- Nicky Hopkins - pianoforte
- Peggy Sandvig - organo Hammond
- Henry McCullough - chitarra
- Jimmy Webb - pianoforte
- Cornell Dupree - chitarra
- Jimmy Karstein - batteria
- Richard Tee - organo Hammond, pianoforte
- Steve Madaio - tromba
- Stuart Blumberg - tromba
- Mayo Tiana - trombone
- Trevor Lawrence - sassofono tenore
- Jim Horn - sax alto
- Daniel Moore, Venetta Fields, Merry Clayton, Sherlie Matthews, Clydie King - cori

Note aggiuntive
- Jim Price - produttore